# Plectroglyphidodon lacrymatus
Plectroglyphidodon lacrymatus är en fiskart som först beskrevs av Jean René Constant Quoy och Joseph Paul Gaimard 1825.  Plectroglyphidodon lacrymatus ingår i släktet Plectroglyphidodon och familjen Pomacentridae. Inga underarter finns listade i Catalogue of Life.